# Canadas håndboldlandshold (herrer)
Canadas håndboldlandshold er det canadiske landshold i håndbold for mænd som også deltager i internationale håndboldkonkurrencer. De er reguleret af Canadas håndboldforbund. Det er opdelt mellem mændenes hold og kvinderne's hold, idet de sidstnævnte deltog ved VM 1995 og i 1997.

## Resultater

### Sommer-OL
- 1976: 11.-plads

### VM
- 1967: 16.-plads
- 1978: 15.-plads
- 2005: 23.-plads

### Panamerikamesterskabet
- 1979:  Sølv
- 1983:  Bronze
- 1985: 6.-plads
- 1989: 4.-plads
- 1996: 5.-plads
- 1998: 6.-plads
- 2004:  Bronze
- 2008: 7.-plads
- 2010: 7.-plads